# Americans for Prosperity
Pour les articles homonymes, voir AFP (homonymie).
Americans for Prosperity (AFP), fondé en 2004, est un groupe de défense d'intérêts, libertarien et conservateur des États-Unis (libertarianisme conservateur). Son logo reprend le flambeau de la statue de la Liberté.

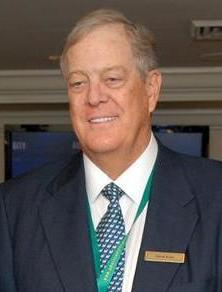
L'oligarque David Koch ; ici en 2007 est l'un des principaux financeurs initiaux de l' Americans for Prosperity

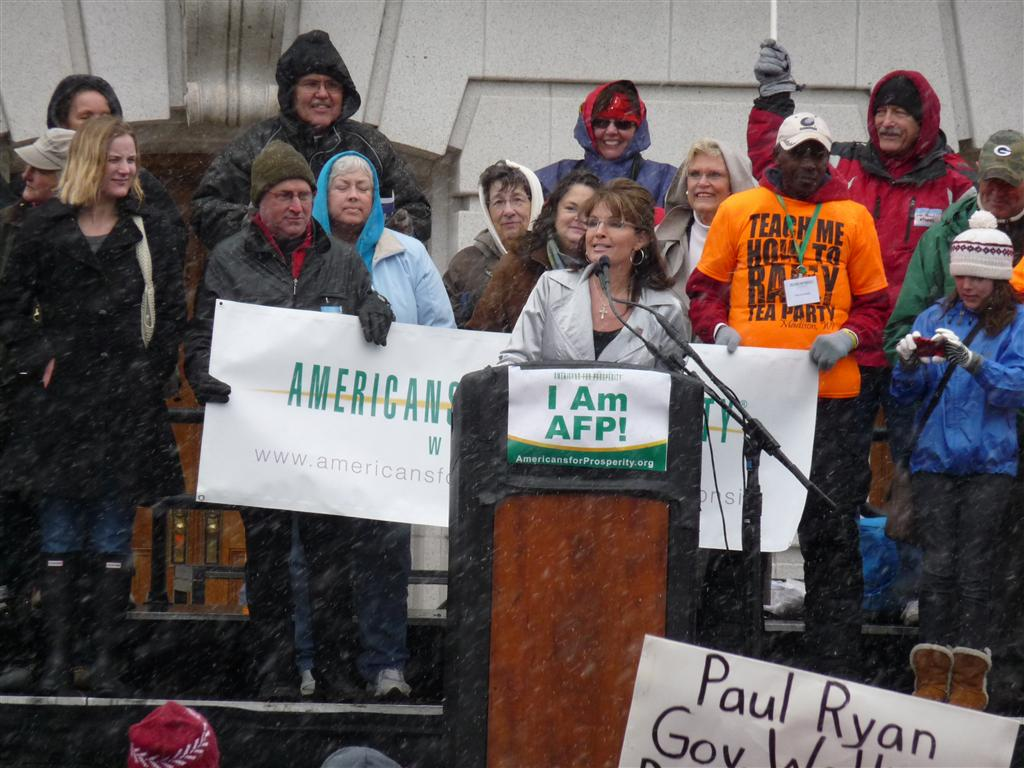
Sarah Palin lors d'une manifestation (Tax Day 2011) du mouvement Tea Party le 16 evil 2011

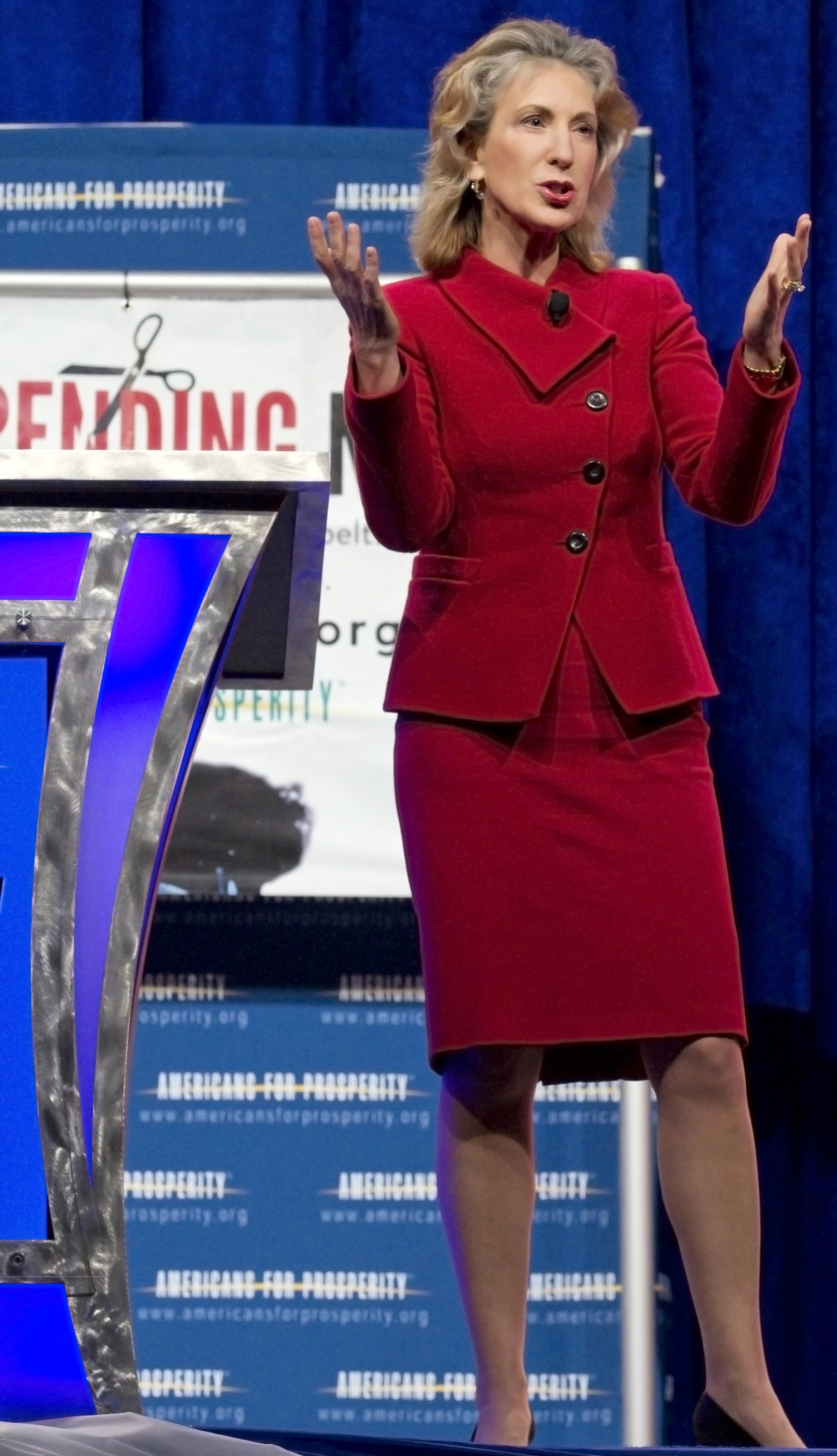
Carly Fiorina, ancienne PDG de Hewlett-Packard, désignée en 1998 « femme la plus puissante des entreprises américaines » par le magazine Fortune (ici en 2011 lors d'une manifestation organisée par l'Americans for Prosperity)

Financé par les businessmen et philanthropes milliardaires David H. Koch et Charles G. Koch propriétaires d'un vaste conglomérat pétrochimique, commercial et financier,,,, ce groupe est rapidement devenu le premier et principal groupe de défense d'intérêts des frères Koch,,, et l'une des organisations conservatrices et libertariennes américaines les plus influentes dans le monde,.

## Histoire
Après l'investiture de Barack Obama (2009), l' Americans for Prosperity (AfP) financièrement bien dotée par les frères Koch, est rapidement devenu une force politique majeure aux États-Unis (peut-être même la troisième dès 2014 selon P Bump du Washington Post. Elle s'est notamment appuyé sur le mouvement Tea Party qu'elle a subventionné, pour se présenter comme une "troisième voie" dans un pays fortement bipartite.
Elle a organisé une opposition significative à la plupart des grandes initiatives de l'administration Obama et en particulier sur les législations visant à freiner :
- la lutte contre le réchauffement climatique, en finançant et organisant à l'échelle du pays (et notamment avec le Heartland Institute) la décrédibilisation de la parole scientifique (du GIEC notamment) et plus largement le déni de la réalité du changement climatique et-ou de sa dangerosité[19], avec l'aide du Tea party[20] ;
- le marché des droits à polluer ; l'AfP a été un acteur majeur du revers de la proposition d'Obama d'un marché des droits à polluer (pourtant basé sur une régulation par le marché) ;
- l'élargissement et la sécurisation de la sécurité sociale et des droits à la santé aux États-Unis, en luttant contre le Patient Protection and Affordable Care Act et contre l'expansion du Medicaid (l'assurance maladie des plus démunis aux États-Unis) ;
- la stimulation économique telle qu'engagée par Obama.
- le pouvoir de l'État et des administrations, notamment en cherchant à affaiblir l'État central et les administrations en limitant les taxes nécessaires à leur fonctionnement et aux services publics[21],[22], mais aussi en cherchant à limiter les droits à la négociation collective dans le secteur public (et dans le droit du travail). L'AfP s'oppose également à l'augmentation du salaire minimum.

L'AfP a joué un rôle majeur dans l'obtention de la majorité républicaine dans la chambre des représentants en 2010 et au Sénat en 2014 et dans la venue au pouvoir de Donald Trump.

## Contexte, financement et croissance
En 2004, l' Americans for Prosperity est fondé alors que des rivalités politiques internes causent une scission dans un groupe de lobbying politique du parti conservateur dénommé Citizens for a Sound Economy (CSE), aboutissant à la création de deux entités nouvelles : Americans for Prosperity et FreedomWorks,. 
Les frères Koch ayant décidé de financer la première de ces entités et de notamment s'appuyer sur elle pour mener ce que Jane Mayer du New-York Times appellera ensuite leur "guerre contre Obama", alors conduite comme une "opération secrète",,,,. 
Les deux frères oligarques milliardaires, notamment propriétaire de Koch Industries à Wichita, au Kansas organisent une partie de leur groupe d'intérêt et de pression en une fondation : l' Americans for Prosperity Foundation disposant de moyens financiers lourds (annonçant par exemple vouloir dépenser 125 millions de dollars en 2014 au profit des intérêts des conservateurs (selon un mémo distribué à ses donateurs habituels et à des sources proches du groupe). David Koch qui serait le second homme le plus riche est décrit par le New York magazine en 2015 comme un grand mécène des arts, mais aussi du Tea Party,,. 
L'AFP s'est donné comme mission initiale « d'éduquer les citoyens sur la politique économique et de les mobiliser comme défenseurs des politiques publiques », mission qui est ensuite devenue  « mobiliser les citoyens pour plaider en faveur de politiques réduisant les formalités administratives, accroissant les opportunités, freinant les dépenses excessives du gouvernement et faisant travailler l'économie au profit des travailleurs - et pas d'intérêts particuliers », la défense de l'environnement, de la sécurité sociale et du climat figurant parmi les intérêts particuliers selon elle.
Selon Meyer D.S & A. Pullum (2014), en renversant le sens habituel des mots et des expressions, et à la manière libertaire et populiste, l'AFP focalise souvent son discours et ses actions sur un concept qu'elle dénomme responsabilité fiscale ("fiscal responsibility" en anglais) aussi porté par le Tea Party et qui consiste en réalité à constamment chercher à réduire le taxes et les législations sur le commerce, ainsi qu'à limiter le pouvoir de la justice. 
Selon l'ONG de vérification des faits FactCheck.org en 2015 « l'AFP cherche à soutenir le marché libre et l'esprit d'entreprise en préconisant une baisse des impôts et une limitation des dépenses et de la réglementation du gouvernement ». Ses dirigeants présentent ou considèrent leur organisation comme faisant contrepoids aux syndicats, aux mouvements progressistes et aux organisations qu'ils qualifient d'activistes.
Selon divers articles publiés dans NBC News, The New York Times et d'autres médias, une partie des lignes politiques de l'AFP s'alignent directement sur les intérêts commerciaux des frères Koch, notamment en demandant l'abrogation des réglementations énergétiques et des restrictions environnementales (qui freinent le développement ou la continuité des énergies fossiles) ; en soutenant l'idée qu'il ne faut pas insister sur les économies d'énergie (mais au contraire compter sur une augmentation de la production énergétique intérieure, au profit du gaz de schiste notamment) ; et en poussant le législateur à fortement réduire les taxes et impôts et donc la dépense publique (notamment en matière de sécurité sociale, Medicare et Medicaid),,,,,.
Après avoir dépensé plus de 100 millions de dollars lors des élections de 2014 pour aider à l'élection des républicains, l'Americans for Prosperity promet de tenir les républicains pour responsables, maintenant qu'ils contrôlent les deux organes du Congrès.

## Composition, fonctionnement et gouvernance
De 2004 à 2007, l'AfP a été officiellement conduit par Nancy Pfotenhauer,. 
En 2005, les frères Kochs ont envoyé un stratège politique Tim Phillips (alors organisateur de campagnes politiques pour les républicains) travailler à l'AfP pour défaire les libéraux. T. Phillips prend la présidence du groupe et y valorise son expérience et ses réseaux (il a notamment été l'un des premiers organisateurs du mouvement Tea Party quand il était encore émergent,,,.
En 2010, un  porte-parole du groupe  Koch Industries affirme que les sociétés Koch ne dirigent pas les activités de l'AfP.
En 2011 le Los Angeles Times décrit l'AfP comme ayant endossé les rôles typiques d'un parti politique au niveau national et locaux et pour l'ONG FactCheck.org à partir de 2011, l'AfP a effectivement rapidement émergé comme l'un des groupes les plus influents de la scène politique nationale et de chaque État des États-Unis. 
En 2012 (septembre) l'AfFP se présente comme fonctionnant avec 116 employés. 
En 2013 l'organisation dispose de sièges locaux dans 34 États et rapporte être soutenue par 2,3 millions de personnes  mais cette année là le magazine Mother Jones estime qu'on ignore encore si les dizaines de millions de dollars dépensés dans les campagnes anti-Obama auront de véritables effets. 
En 2014 l'AFP se fait officiellement enregistrer comme organe de travail d'influence. En juin le nombre d'employés déclarés de l'AfP a presque doublé en 2 ans, atteignant 240 personnes déclarées, réparties dans 32 États, faisant de l'AfP un lobby actif et puissant tant au niveau national,, qu'au niveau des élections locales,.
ABC News en aout 2014 estime que l'AfP est déjà devenu l'un des lobbies les plus puissants, prêts à dépenser le plus d'argent dans la campagne pour les présidentielles.

## Travail d'influence dans le domaine des énergies, de l'environnement et du climat
L'AfP, reprenant les idées des frères Koch s'est montré particulièrement active dans ces trois domaines en soutenant systématiquement l'industrie pétrogazière et ses intérêts financiers et géostratégiques américains (en matière de pipeline et d'extension des droits de forages, de gaz de schiste notamment), mais aussi en s'opposant systématiquement à la réglementation environnementale et du secteur de l’Énergie. 
La fondation AfP s'est notamment opposée aux efforts du président Obama et de son administration qui visaient à limiter la contribution des États-Unis au dérèglement climatique, en organisant le mouvement Tea Party pour en faire un large relais du déni du réchauffement climatique.
L'AfP a réussi à mobiliser de nombreux sénateurs pour défaire la proposition de législation américaine cap and trade, une approche de système de plafonnement et d'échange de droit à polluer pourtant "basée sur le marché" qui devait contrôler la pollution via des incitations financières,.

Mi-2009, le magazine Mother Jones a identifié le « cap and trade » comme l'un des objectifs clés de la politique intérieure de l'administration Obama, et a identifié l'AFP comme l'un des principaux adversaires à cette réforme. 
L'année précédente (2008) l'AFP avait fait largement circuler vers les élus et administrations des niveaux locaux à celui de l’État fédéral une demande de promesse dite "No Climate Tax Pledge" consistant à « s'opposer à toute législation relative au changement climatique prévoyant une augmentation nette des recettes publiques »,,,, avec une campagne argumentant d'une part que le réchauffement climatique n'existe pas ou est exagéré par le GIEC ou qu'il aurait en fait des effets globalement positifs... et d'autre part qu'il ne fallait pas mettre en péril le confort de vie et la richesse des américains par une législation pro-climat qui pourrait notamment ruiner l'industrie du charbon et du pétrole et du gaz alors que le pays a commencé à exploiter ses gisements de gaz de schiste qui sont parmi les plus importants du monde. La campagne porte ses fruits puisque en 2011 parmi les 12 membres républicains du comité "House Energy and Commerce Committee" neuf avaient signé cet engagement ; en Juillet 2013, 411 législateurs et candidats, dont un quart des sénateurs américains et plus d'un tiers des représentants américains, principalement des républicains, avaient signé cet engagement, et que Donald Trump donnera ensuite l'ordre à son administration de se retirer de l'accord de Paris sur le climat, en faveur dira-t-il d'un meilleur accord. 
L'AfP a organisé et financé plus de quatre-vingts événements d'opposition au système de plafonnement et d'échange, y compris le Hot Air Tour national, qui utilisait des montgolfières flottantes dans l'atmosphère pour protester contre ce que l'AFP décrivait comme un « alarmisme du réchauffement climatique ». L'AfP a notamment fait s'élever une montgolfière à Phoenix, en Arizona, à l'automne 2008 ",  ainsi qu'au dessus de la maison d'Al Gore dans le Tennessee. L'AFP décrit à l'occasion le système de plafonnement et d'échange proposé par le gouvernement comme "la plus grande taxe d'accise de l'histoire". 
En 2010 l'AFP a cherché à contrer le gouvernement en parrainant une "tournée de régulation de la réalité" (Regulation Reality Tour) pour fomenter et entretenir l'opposition à la législation sur les changements climatiques et contre la législation visant une régulation des émissions de carbone ; Cette tournée se moquait du concept de gendarme du carbone, en impliquant de faux "flics du carbone" (concept utilisé quelques années plus tôt par un programme Energy Star promouvant l'économie d'énergie et une série vidéo faisant de même) arborant des badges et circulant dans des  voitures intelligentes aux lumières clignotantes avec des messages comparant par exemple le fait d'utiliser une tondeuse à gazon à un " crime de carbone ".
En 2011, l'AFP a lancé un site internet (Running on Empty) et une nouvelle tournée nationale avec cette fois une pompe à essence gonflable de 14 pieds destinée à mettre en avant le lien qui existerait entre  les prix du gaz et la réglementation environnementale mise en place ou souhaitée par l'administration Obama et destinée à promouvoir le forage pétrolier offshore,.
En 2012 de longues queues se sont formées dans plusieurs États américains quand l'AfP, dans le cadre d'une opération dénommée ""Obama's Failing Agenda Tour" (Le Tour de l'échec d'Obama" a annoncé offrir aux conducteurs de l'essence bradée au prix de l'essence tel qu'il était avant l'arrivée du président Barack Obama, suggérant que celui-ci est responsable de l'augmentation du prix de l'essence ,,, (qui en réalité a augmenté régulièrement de 2002 à 2012 partout dans le monde, pour le diesel comme pour l'essence).  En 2012 (année électorale), l'AfP mène campagne contre tous les candidats du parti républicain au motif notamment qu'ils ont reconnu la science du climat (que l'Afp, avec le Heartland Institute présente comme fausse, volontairement trompeuse et source d'augmentation du prix des carburant pour les contribuables. L'AfP dans le même élan préconise la construction de nouveaux pipelines et en particulier celle du controversé Keystone XL Pipeline, au profit du développement des énergies fossiles. 

Estimant que l’état n'a pas à favoriser les énergies nouvelles et renouvelables (alors que le charbon et le pétrole sont lourdement subventionnés et ou aidés par les grandes banques depuis des décennies) l'AfP conduit une opération visant la suppression d'un régime fiscal favorisant le développement éolien aux États-Unis,. 
En 2015 (février) l'AfP organise une opération lors de laquelle ses partisans sont invités à massivement téléphoner à la Maison-Blanche pour exhorter le président Obama à signer une loi autorisant le projet de Keystone XL Pipeline. 

Au Kansas, en Ohio, Caroline du Nord et dans d'autres États, Avec l'aide du Heartland Institute, l'AfP construit et soutient financièrement une campagne visant à faire supprimer les lois des États qui ont voté pour qu'un certain pourcentage de l'électricité fournie dans ces États provienne de ressources renouvelables,,,.
En 2016 AFP annonce qu'elle s'opposera aux candidats républicains qui soutiennent le principe d'une taxe carbone lors des primaires présidentielles en cours cette année là.